# Stefano Gross
Stefano Gross (ur. 4 września 1986 w Bolzano) – włoski narciarz alpejski, specjalizujący się w slalomie.

## Kariera
Po raz pierwszy na arenie międzynarodowej pojawił się 12 grudnia 2001 roku w Madonna di Campiglio, gdzie w zawodach juniorskich zajął piąte miejsce w slalomie. W 2005 roku wystartował na mistrzostwach świata juniorów w Bardonecchii, zajmując ósme miejsce w slalomie i 28. miejsce w gigancie. Podczas rozgrywanych rok później mistrzostw świata juniorów w Quebecu był czwarty w slalomie, a giganta nie ukończył.
W zawodach Pucharu Świata zadebiutował 22 grudnia 2008 roku w Alta Badia, nie kończąc pierwszego przejazdu w slalomie. Pierwsze pucharowe punkty wywalczył 1 lutego 2009 roku w Garmisch-Partenkirchen, zajmując 25. miejsce w tej samej konkurencji. Na podium zawodów tego cyklu po raz pierwszy stanął 8 stycznia 2012 roku w Adelboden, kończąc slalom na trzeciej pozycji. W zawodach tych wyprzedzili go jedynie Austriak Marcel Hirscher i Ivica Kostelić z Chorwacji. Najlepsze wyniki osiągnął w sezonie 2014/2015, kiedy zajął szesnaste miejsce w klasyfikacji generalnej, a w klasyfikacji slalomu był szósty. Ponadto w sezonie 2011/2012 był piąty w klasyfikacji slalomu.
Na igrzyskach olimpijskich w Soczi w 2014 roku zajął czwarte miejsce w slalomie, przegrywając walkę o podium z Henrikiem Kristoffersenem z Norwegii o 0,05 sekundy. Był też między innymi dziewiąty w tej samej konkurencji podczas mistrzostw świata w Sankt Moritz w 2017 roku.

## Osiągnięcia

### Igrzyska olimpijskie
| Miejsce | Dzień     | Rok  | Miejscowość     | Konkurencja | Czas biegu | Strata | Zwycięzca    |
| ------- | --------- | ---- | --------------- | ----------- | ---------- | ------ | ------------ |
| 4.      | 22 lutego | 2014 | Krasnaja Polana | Slalom      | 1:41,84    | +0,88  | Mario Matt   |
| 16.     | 22 lutego | 2018 | Pjongczang      | Slalom      | 1:40,71    | +1,72  | André Myhrer |

### Mistrzostwa świata
| Miejsce | Dzień     | Rok  | Miejscowość       | Konkurencja | Czas zawodów | Strata | Zwycięzca            |
| ------- | --------- | ---- | ----------------- | ----------- | ------------ | ------ | -------------------- |
| 22.     | 20 lutego | 2011 | Ga-Pa             | Slalom      | 1:41,72      | +3,21  | Jean-Baptiste Grange |
| 11.     | 17 lutego | 2013 | Schladming        | Slalom      | 1:51,03      | +2,31  | Marcel Hirscher      |
| DNF2    | 15 lutego | 2015 | Vail/Beaver Creek | Slalom      | 1:57,47      | -      | Jean-Baptiste Grange |
| 9.      | 19 lutego | 2017 | Sankt Moritz      | Slalom      | 1:34,75      | +1,40  | Marcel Hirscher      |
| 10.     | 17 lutego | 2019 | Åre               | Slalom      | 2:07,33      | +1,47  | Marcel Hirscher      |

### Mistrzostwa świata juniorów
| Miejsce | Dzień     | Rok  | Miejscowość  | Konkurencja | Czas biegu | Strata | Zwycięzca       |
| ------- | --------- | ---- | ------------ | ----------- | ---------- | ------ | --------------- |
| 8.      | 24 lutego | 2005 | Bardonecchia | Slalom      | 1:24,10    | +1,75  | Filip Trejbal   |
| 27.     | 27 lutego | 2005 | Bardonecchia | Gigant      | 2:10,28    | +2,65  | Michael Gmeiner |
| 4.      | 5 marca   | 2006 | Québec       | Slalom      | 1:32,98    | +0,85  | Mikkel Bjørge   |
| DNF2    | 6 marca   | 2006 | Québec       | Gigant      | 2:20,50    | -      | Stefan Guay     |

### Puchar Świata

#### Miejsca w klasyfikacji generalnej
- sezon 2008/2009: 142.
- sezon 2009/2010: 129.
- sezon 2010/2011: 104.
- sezon 2011/2012: 25.
- sezon 2012/2013: 36.
- sezon 2013/2014: 45.
- sezon 2014/2015: 16.
- sezon 2015/2016: 28.
- sezon 2016/2017: 21.
- sezon 2017/2018: 32.
- sezon 2018/2019: 59.
- sezon 2019/2020: 82.
- sezon 2020/2021: 76.
- sezon 2021/2022: 96.

#### Miejsca na podium w zawodach
1. Adelboden – 8 stycznia 2012 (slalom) – 3. miejsce
2. Schladming – 24 stycznia 2012 (slalom) – 2. miejsce
3. Bansko – 19 lutego 2012 (slalom) – 3. miejsce
4. Adelboden – 11 stycznia 2015 (slalom) – 1. miejsce
5. Wengen – 17 stycznia 2015 (slalom) – 2. miejsce
6. Schladming – 27 stycznia 2015 (slalom) – 2. miejsce
7. Wengen – 17 stycznia 2016 (slalom) – 3. miejsce
8. Sztokholm – 23 lutego 2016 (slalom równoległy) – 3. miejsce
9. Kranjska Gora – 6 marca 2016 (slalom) – 3. miejsce
10. Madonna di Campiglio – 22 grudnia 2016 (slalom) – 3. miejsce
11. Kranjska Gora – 5 marca 2017 (slalom) – 2. miejsce
12. Val d’Isère – 15 grudnia 2019 (slalom) – 3. miejsce